# Federico I de Bar
Federico I (c. 942 - 18 de mayo de 978) fue conde de Bar y primer duque de Alta Lotaringia. Era hijo de Wigerico de Lotaringia, conde de Bidgau, también conde palatino de Lorena, y Cunigunda, y por tanto descendiente en sexta generación de Carlomagno.
En 954, se casó con Beatriz de Francia, hija de Hugo el Grande, conde de París y Hedwige de Sajonia. Recibió en dote los ingresos de la abadía de Saint-Denis, en Lorena. Construyó una fortaleza en Fains, en la frontera entre Francia y Alemania, e intercambió feudos con el obispo de Toul. Por lo tanto, creó su propio dominio feudal, el condado de Bar. Así se convirtió en el fundador de la Casa de Bar o la Casa de las Ardenas-Bar, una rama menor de la Casa de las Ardenas.
El ducado de Lorena estaba en ese momento gobernado por el arzobispo de Colonia, Bruno, que fue llamado el archiduque a causa de su doble título. En 959, en conjunto con su hermano, el emperador Otón I, dividieron el ducado, designando como margraves (o vice-duques) a Godofredo I en la Baja Lorena y Federico en el Alta Lorena. Después de la muerte de Bruno, en el 977, Federico y Godofredo se convirtieron en duques.
Como duque, estaba a favor de la reforma de Saint-Dié y Moyenmoutier.

## Descendencia
Sus hijos fueron:
1. Enrique, muerto entre 972 y 978;
2. Adalberón II (958 - † 1005), obispo de Verdún y obispo de Metz;
3. Teodorico (965 - † 1026), conde de Bar, duque de Lorena;
4. Ida (970-1026), se casó en 1010 con el conde Radbot de Habsburgo (970 a 1027), quien construyó el castillo de Habichtsburg y son antepasados de la gran familia de los Habsburgo, que dominó a Europa en el siglo XVI.